# (42377) KLENOT
(42377) KLENOT est un astéroïde de la ceinture principale.

## Description
(42377) KLENOT est un astéroïde de la ceinture principale. Il fut découvert le 8 mars 2002 à l'Observatoire Kleť par le projet KLENOT. Il présente une orbite caractérisée par un demi-grand axe de 2,40 UA, une excentricité de 0,11 et une inclinaison de 6,2° par rapport à l'écliptique.

## Compléments